# Saint-Thual
Saint-Thual (bret. Sant-Tual) – miejscowość i gmina we Francji, w regionie Bretania, w departamencie Ille-et-Vilaine.
Według danych na rok 1990 gminę zamieszkiwało 391 osób, a gęstość zaludnienia wynosiła 34 osoby/km² (wśród 1269 gmin Bretanii Saint-Thual plasuje się na 892. miejscu pod względem liczby ludności, natomiast pod względem powierzchni na miejscu 786.).